# Nadleśnictwo Kozienice
Nadleśnictwo Kozienice – jednostka organizacyjna Lasów Państwowych podległa Regionalnej Dyrekcji Lasów Państwowych w Radomiu. Siedziba nadleśnictwa znajduje się w Pionkach, w powiecie radomskim, w województwie mazowieckim.
Nadleśnictwo obejmuje część powiatów radomskiego i kozienickiego.

## Historia
Duża część lasów Puszczy Kozienickiej (części Puszczy Radomskiej), które dziś częściowo obejmuje Nadleśnictwo Kozienice, już od średniowiecza było własnością królewską i państwową. Na początku XVII w. utworzono ekonomię, zarządzającą tutejszą puszczą. W 1784 utworzono leśnictwo Kozienice. W 1885 zostało ono podzielone na dwa kompleksy Kozienice i Grabowy Las.
Po odzyskaniu przez Polskę niepodległości utworzono na tych terenach nadleśnictwa Kozienice, Garbatka i Jedlnia, których granice w kolejnych dziesięcioleciach ulegały zmianom. Ostatnie zmiany terytorialne Nadleśnictwa Kozienice miały miejsce w 1991.
Powierzchnia Nadleśnictwa wynosi 15 098, 55 ha.

## Ochrona przyrody
Na terenie nadleśnictwa znajduje się dziewięć rezerwatów przyrody:
- Brzeźniczka (częściowo)
- Guść
- Leniwa
- Pionki
- Ponty im. Teodora Zielińskiego
- Ponty-Dęby
- Zagożdżon
- Załamanek
- Źródło Królewskie (częściowo)

## Drzewostany
Typy siedliskowe lasów nadleśnictwa (z ich udziałem procentowym):
- lasy 60,88%
- bory 39,12%

Gatunki lasotwórcze lasów nadleśnictwa (z ich procentowym udziałem powierzchniowym):
- sosna 73,80%
- dąb 11,32%
- jodła 6,44%
- olcha 5,09%
- brzoza 1,75%
- inne <1%